# Tyler Higbee
Tyler Higbee (* 1. Januar 1993 in Clearwater, Florida) ist ein US-amerikanischer American-Football-Spieler  auf der Position des Tight Ends. Er wurde in der vierten Runde des NFL Draft 2016 von den Los Angeles Rams ausgewählt und spielte zuvor College Football an der Western Kentucky University (WKU).

## Frühe Jahre und College
Higbee spielte Football und Baseball an der  East Lake High School in Tarpon Springs, Florida. In seinem Abschlussjahr wurde er als Wide Receiver zum wertvollsten Spieler (MVP) und Mannschaftskapitän seines Teams benannt und verdiente sich verschiedene Auszeichnungen. An der Western Kentucky University brachten ihm 38 Passfänge für 536 Yards Raumgewinn und 8 Touchdowns einen Platz auf der renommierten Biletnikoff Watch List ein. Aufgrund seiner Vielseitigkeit als Blocker und Passempfänger galt er im Draftjahr 2016 als einer der vielversprechendsten Tight Ends.

## NFL
Die LA Rams wählten Higbee in der vierten Runde des Drafts 2016 als 110. Spieler insgesamt aus. Am 9. Juni 2016 unterzeichnete er einen Vierjahresvertrag über 2,9 Millionen Dollar. Sein erstes Spiel für die Rams bestritt er am 12. September 2016, seitdem wirkte er in sämtlichen Spielen (Regular Season und Play-off) mit, seit der Saison 2017 regelmäßig als Starter. Seinen ersten Touchdown in einer ansonsten wenig erfolgreichen Saison der Rams, die letztendlich in Woche 14 bei einer 4:9-Bilanz zur Entlassung des Cheftrainers Jeff Fischer führen sollte, erzielte er am 24. Dezember 2016 gegen die San Francisco 49ers. Auch in der Saison 2018 bestritt er sämtliche Regular-Season-Spiele als Starter.
In der Saison 2021 gewann Higbee mit den Los Angeles Rams den Super Bowl LVI.
In der Saison 2022 war Higbee neben Rob Havenstein einer von nur zwei Spielern in der Offensive, der in allen 17 Saisonspielen als Starter auflief. Seine 72 Passfänge für 620 Yards waren Karrierebestwerte. In Woche 15, am 25. Dezember 2022,  stellte er mit den beiden Touchdowns, die er zum 51:14-Sieg über die Denver Broncos beisteuern konnte, einen neuen Tight-End-Franchise-Rekord für Touchdowns, Passfänge und -yards auf.
Am 29. September 2023 verlängerte er seinen Vertrag bei den Rams für 27 Millionen US-Dollar um weitere zwei Jahre. Nach einem überharten, aber nicht als illegal eingestuftem Tackle von Safety Kerby Joseph im knapp mit 23:24 verlorenen Play-off-Spiel gegen die Detroit Lions am 14. Januar 2024 riss Higbee sich das Kreuzband und fiel dadurch lange aus.
Elf Monate nach seiner schweren Knieverletzung feierte Higbee ein gelungenes Comeback, als er am 22. Dezember 2024 mit seinem einzigen Passfang in diesem Spiel den spielentscheidenden Touchdown-Pass zum 19:9-Sieg über die New York Jets fing und dadurch mit dazu beitragen konnte, den Weg der Rams in die Play-offs zu ebnen. Darüber hinaus konnte er als erfolgreicher Blocker im Laufspiel überzeugen. Beim 27:9-Sieg über die Minnesota Vikings im ersten Play-off-Spiel fing Tyler Higbee fünf Pässe für 58 Yards, musste das Spiel allerdings verletzungsbedingt vorzeitig verlassen. Beim Spiel in der nächsten Runde gegen die Philadelphia Eagles konnte er wieder mitwirken und auch einen 4-Yard-Touchdownpass von Quarterback Matthew Stafford zur zwischenzeitlichen 7:6-Führung fangen. Die 22:28-Niederlage und das damit verbundene Ausscheiden seines Teams konnte er allerdings nicht verhindern.

### NFL-Statistiken
| 2016                               | Rams  | 16  | 7   | 11  | 85   | 7,7  | 31 | 1  | 0 | 0 |
| 2017                               | Rams  | 16  | 16  | 25  | 295  | 11,8 | 38 | 1  | 0 | 0 |
| 2018                               | Rams  | 16  | 16  | 24  | 292  | 12,2 | 36 | 2  | 1 | 0 |
| 2019                               | Rams  | 15  | 15  | 69  | 734  | 10,6 | 33 | 3  | 0 | 0 |
| 2020                               | Rams  | 15  | 15  | 44  | 521  | 11,8 | 44 | 5  | 0 | 0 |
| 2021                               | Rams  | 15  | 15  | 61  | 560  | 9,2  | 37 | 5  | 1 | 0 |
| 2022                               | Rams  | 17  | 17  | 72  | 620  | 8,6  | 26 | 3  | 0 | 0 |
| 2023                               | Rams  | 15  | 15  | 47  | 495  | 10,5 | 33 | 2  | 0 | 0 |
| 2024                               | Rams  | 3   | 3   | 8   | 66   | 8,3  | 17 | 2  | 0 | 0 |
| Total                              | Total | 128 | 119 | 361 | 3668 | 10,2 | 44 | 24 | 2 | 0 |
| Quelle: pro-football-reference.com |       |     |     |     |      |      |    |    |   |   |

## Privatleben
Im April 2016, kurz vor dem Draft, wurde Higbee in eine Schlägerei verwickelt. Wegen Alkoholkonsums an öffentlichen Plätzen, Körperverletzung und eines Fluchtversuchs vor der Polizei wurde Anklage erhoben. Higbee entging einer Gefängnisstrafe durch ein Schuldeingeständnis und wurde zu einer Entschädigungszahlung an das Opfer,
zur Ableistung gemeinnütziger Arbeit und weiteren Auflagen verurteilt.